# Хамзин, Фарит Хабибуллович
Фарит Хабибуллович Хамзин (31.10.1929, дер. Базиково — 01.10.2007) — 5-й первый секретарь Салаватского городского комитета КПСС (1976—1987).

## Биография
Фарит Хабибуллович Хамзин родился в 1931 году в деревне Базиково Гафурийского района БАССР. Во время Великой Отечественной — колхозник к-за «Россия», Гафурийский р-н (позднее награждён медалью «За доблестный труд в Великой Отечественной войне 1941—1945 г.г.»).
В 1950 году закончил Ишимбайский нефтяной техникум и поступил на работу на Салаватский нефтехимический комбинат. На комбинате Хамзин проработал 22 года, начав работу электромонтером, вырос до начальника энергоуправления (УЭС), затем в 1967 г. был назначен главным энергетиком ПО «Салаватнефтеоргсинтез», проработал в этой должности до 1972 года.
В 1988 г. назначен председателем Государственного комитета БАССР по делам издательств, полиграфии и книжной торговли (Госкомиздат БАССР), где проработал до ухода на пенсию до 1991 г.

## Партийная и государственная карьера
Член КПСС.
В 1973 году избран секретарём парткома ПО «Салаватнефтеоргсинтез».
В 1976 году выдвинут на должность первого секретаря Салаватского горкома партии, на которой проработал 11 лет.
Более десяти созывов был депутатом Салаватского горсовета, членом обкома КПСС, избирался депутатом Верховного Совета БАССР 10-го и 11-го созывов. Входил в Комиссию законодательных предположений Верховного Совета Башкирской АССР (Постановление ВС Башкирской АССР от 22.03.1985 «Об избрании Комиссии законодательных предположений Верховного Совета Башкирской АССР»).
Находясь на пенсии, являлся начальником избирательного штаба города.

## Награды
Два ордена Трудового Красного Знамени, медали: «За доблестный труд в Великой Отечественной войне 1941—1945 г.г.», «50 лет Победы в Великой Отечественной войне», юбилейной медалью к 100-летию со дня рождения В. И. Ленина, почётные грамоты и благодарности.
Хамзин Ф. Х. — почётный гражданин города Салавата (1998).

## Деятельность на посту главы администрации
Во время работы Хамзина главой администрации Салавата был построен и введён в эксплуатацию ряд социально-значимых объектов, дома культуры «Алмаз» и «Строитель», снесены последние бараки на улице Строителей, застраиваются улицы Ленина, Ленинградская.